# Corinth (Arkansas)
Corinth è un comune degli Stati Uniti d'America, situato in Arkansas, nella contea di Yell.